# Michael Johann Rausch von Traubenberg
Michael Johann Rausch von Traubenberg (russisch Михаил Михайлович Траубенберг Michael Michailowitsch Traubenberg; * 1719; † 29. Dezember 1771jul. / 9. Januar 1772greg. am Jaik) war ein russischer Generalmajor.

## Leben

### Herkunft und Familie
Michael Johann Rausch von Traubenberg war ein Sohn des schwedischen Kapitäns Michael Heinrich von Traubenberg (1672–1746) und der Margaretha Elisabeth, geborene von Pistohlkors aus dem Hause Ruttigfer. Er vermählte sich 1746 mit Anna Gertrude von Delwig (1723–1749) und in zweiter Ehe 1750 mit Johanna, geborene Taube von der Issen, verwitwete von Wrangell (1729–1799). Aus zweiter Ehe sind die Söhne Johann (1753–1795), russischer Oberstleutnant und Stifter des Hauses Oiso sowie Georg (1755–1814), russischer Major und Stifter des Hauses Hukas.

### Werdegang
Michael Johann Rausch von Traubenberg diente seit 1733 in der Kaiserlich Russischen Armee. Er nahm am Siebenjährigen Krieg teil, zu dessen Ausgang er 1763 Oberst und Kommandeur eines Regiments der Trans-Kama-Landmiliz wurde. Er bekleidete in der Folgezeit im Orenburger Gebiet verschiedene Militärposten. 1770 wurde er mit dem St.-Georgs-Orden IV. Klasse geehrt und avancierte 1771 zum Generalmajor. Während seiner Bemühungen, die Jaik-Kosaken im Zuge der Vorwehen des Pugatschow-Aufstands zu befrieden, kam er zu Tode.